# 埃尔代伊·鲍拉日
埃尔代伊·鲍拉日（匈牙利語：Erdélyi Balázs，1990年2月16日—），匈牙利男子水球运动员。他曾代表匈牙利参加2016年和2020年夏季奥林匹克运动会水球比赛，其中2020年奥运会获得一枚铜牌。